# Praia Baixo
Praia Baixo est un village du sud-est de l'île de Santiago au Cap-Vert.

## Description
Praia Baixo fait partie de la municipalité de São Domingos et de la freguesia de Nossa Senhora da Luz..
Praia Baixo est située sur la côte orientale de Santiago, à 1,5 km au nord-ouest d'Achada Baleia, à 11 km au sud-est de Pedra Badejo, à 10 km à l'est de São Domingos et à 16 km au nord de la capitale Praia.
La plage de Praia Baixo est une zone de nidification pour les tortues caouannes.
Un programme de protection est organisé par l'Université de l'Algarve.

## Population
Au recensement de 2010, la ville comptait 952 habitants.